# Західноамериканський коледж об'єднаного світу Арманда Гаммера
Західноамериканський коледж об'єднаного світу Арманда Гаммера (англ. Armand Hammer United World College of the American West (UWC-USA)) — приватний міжнародний-коледж-інтернат, розташований на території невключеного муніципалітету Монтесума, що у окрузі Сан-Мігель, штат Нью-Мексико. Коледж займає приміщення історично відомого у Сполучених Штатах готелю «Замок Монтесума», побудованого у 1886 році біля джерел гарячих мінеральних вод недалеко на північний захід від Лас-Вегаса, що у Нью-Мексико. Коледж носить ім'я свого засновника — Арманда Гаммера.
Показники успішності учнів є одними із найвищих у світових рейтингах. За рейтингом «Волл-стріт джорнел» коледж входить до перших 50-ти шкіл за кількістю випускників, які вступили до найпрестижніших вищих навчальних закладів США, і є першим у цьому рейтингу серед Коледжів об'єднаного світу.
У коледжі виховуються та навчаються понад 200 учнів старших — 11 та 12 класів із 70—90 (залежно від року навчання) країн світу. Більшість учнів отримують стипендії в системі Коледжів об'єднаного світу. Претенденти на навчання відбираються на конкурсній основі національними комітетами Коледжів об'єднаного світу, які функціонують більше, ніж у 150 країнах.
Претенденти з України відбираються національним комітетом «UWC Україна». Основні критерії відбору наведені на сайті комітету.

## Коротка історія
У 1981 році Фонд Арманда Гаммера придбав готель «Замок Монтесума» та прилеглі території для того, щоб створити коледж, який повинен був увійти у мережу міжнародних освітніх навчальних закладів «Коледжі об'єднаного світу». Переборюючи фінансові труднощі і проблеми, частину придбаних приміщень було відремонтовано і 1982 року коледж було урочисто відкрито за участі Його Величності Чарльза, принца Уельського — президента Коледжів об'єднаного світу.
Для надання можливості учням здобувати дипломи про повну середню освіту міжнародного зразка, які визнаються і приймаються кращими навчальними закладами світу, у школі від моменту створення впроваджувалась освітня програма «IB World School» (укр. «Світової школи міжнародного бакалаврату»). 1 березня 1982 року школа успішно пройшла процедуру акредитації освітнім фондом «International Baccalaureate®», акредитувавши Diploma Programme (укр. Програма для здобуття диплома).
Першим президентом коледжу став Теодор Локвуд, як його величали, «Тед». Стверджували, що він знав і пам'ятав усіх своїх учнів по іменах. Локвуд був беззмінним президентом з 1982 і до 1993 року Про своє життя, працю у коледжі і про сам коледж та його учнів залишив книгу «Мрії і обіцянки: Історія Коледжу об'єднаного світу Армана Гаммера».

Д-р. Філ О. Ґейєр змінив Локвуда на посту президента у 1993 році і був ним до 2005-го. Оцінюючи свою роботу на цьому посту, і роботу свого попередника, він заявив:
Пан Локвуд і його дружина Лу заклали фундамент коледжу, а йому та його дружині Емі випала честь звести його стіни.
Наступником Ґейєра у 2006 стала Лайза Дарлінґ, яка керувала коледжам до 2013 року.
Колишній випускник коледжу 1986 року, фахівець у галузі міжнародної освіти, д-р. Мукул Кумар очолював коледж з 2013-го по 2016 рік.
З 2016 року президентом коледжу стала пані Вікторія Мора.

## Опис

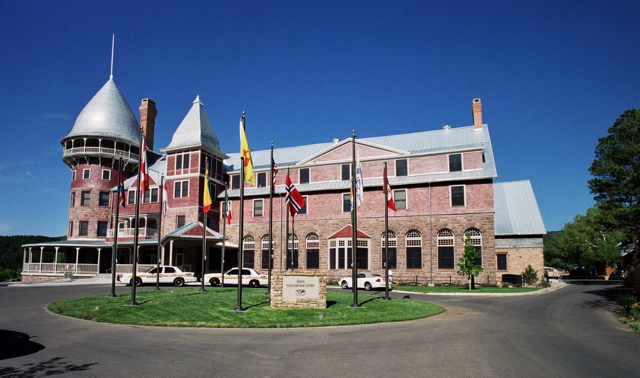
Міжнародний центр Девіса, колишній готель «Монтесума», центральний офіс університетського містечка Коледжу Об'єднаного світу Арманда Гаммера

Кампус коледжу займає ділянку майже 100 акрів у сільській місцевості, на якій розташовуються:
- Замок «Монтесума»;
- готель «Олд Стоун»;
- будинок Сасакави;
- гуртожитки для учнів;
- актова зала Клюге;
- науковий корпус Зейнал-Заде;
- дослідницький центр агроекології;
- спорткомплекс Лансинга;
- Святилище світла Дван;
- джерела гарячих мінеральних вод, міні-басейни із водою різної температури.

У Замку «Монтесума» розташовується Міжнародний центр Девіса, який опікується стипендіями для іноземних і американських учнів, та стипендіями для продовження навчання випускників у кращих університетах і коледжах США. Тут також розміщуються аудиторії, кімнати для семінарів і офіси та студентський центр. Важливу роль відіграє спільна зала для обідів учнів коледжу, яка також може застосовуватися для спільних свят, урочистостей чи зустрічей у невимушеній обстановці, проведення дозвілля, вистав а також, для семінарів і навіть, спільних занять. У студентському центрі проводить презентації та обговорення. Центр є зручним місцем для відпочинку студентів. Він має сцену для виступів, танців, столи для більярду та настільного футболу, а також повноцінну кухню, де студенти можуть готувати їжу.
Готель «Олд Стоун» Old Stone — перший готель, відкритий у Монтесумі, відомий як готель «Гарячі джерела» (англ. Hot Springs Hotel), який був відремонтований у 1981 році і слугував адміністративною будівлею коледжу до завершення реставрації замку «Монтесума». Наразі у приміщенні готелю працюють адміністративні офіси та деканати: викладачів, реєстрації учнів, роботи з ними та ведення особових справ, освітніх програм, а також бізнес-офіс, консультативна служба та шкільний архів. Крім того, кафедра математики та факультет англійської мови мають тут офіси та навчальні класи. Тут також розташовується бібліотека Теодора Локвуда, у фонді якої нараховується понад 20 000 книг і близько 2000 медіа-файлів.
Будинок Сасакави — будівля характерної для XIX століття архітектури, облаштована на ендаумент від Рйоічі Сасакави. У будинку розташовувався студентський центр, який було перенесено до замку після завершення його реставрації. Нині тут приміщення для зустрічей персоналу з обміну досвідом, клуб коледжу та місце для зібрань учнів. Приміщення має веранду, у затінку якої люблять збиратися учні у сонячну погоду.
У Науковому корпусі Зейнал-Заде розташовуються навчальні кабінети і лабораторії біології, хімії, технологій проєктування, екологічних систем, фізики та навчальні класи інформатики і спортивних занять.
Дослідницький центр агроекології — це шкільні дослідні ділянки землі загальною площею 20 акрів, що прилягають до кампусу, де учні та викладачі працюють разом. Тут учні навчаються проводити дослідження у галузі сільського господарства і екології. Вивчаються та набуваються практичні навички відбирання проб ґрунту та їх аналізування, висівання, посадки, вирощування різних агрокультур та догляду за ними. Досліджуються умови виживання рослин та стійкість різних сортів в умовах посушливого клімату Нью-Мексико, вплив агрономічної діяльності на екологію, а також, вплив забруднення довкілля на якість вирощеної продукції. Рослинницька продукція харчового призначення, вирощена власними руками, збагачує асортимент страв у їдальні коледжу.
Учнівські гуртожитки розташовуються у чотирьох корпусах. Учні проживають по двоє чи по троє у кімнаті.
Актова зала Клюге (Аудиторіум Клюге) була відкрита у 1988 році кіномагнатом Джоном Клюге. У ній розташовуються головна кіноконцертна зала на 400 посадочних місць, відділ мистецтв, у тому числі: класи образотворчого мистецтва, аудиторія музики, кімнати для занять з фортепіано, студія звукозапису та робочий виробничий простір. Актова зала проводить близько ста подій на рік, включаючи збори, культурні дні, театральні вистави та концерти, де виступають як господарі коледжу, так і їх гості, де відбуваються зустрічі із знаменитостями, проводяться загальні лекції та конференції. Три рази на рік вся спільнота Лас-Вегаса запрошується на двогодинну виставу, присвячену культурному дню, в якій представлені п'єси, пісні та танці народів одного з шести континентів світу.
У Спорткомплексі Лансинга є тренажерна зала, майданчики для гри у сквош, фітнес-зала, обладнання для занять важкою атлетикою, стіна для скелелазіння, студія танцю та роздягальні з душем. У нижній частині кампусу — поля Педро Медіни, який викладав 24 роки у коледжі, пристосовані для гри у футбол та бейсбол. Тут у гарну погоду також проводяться урочистості з нагоди святкування випускних вечорів.
Святилище світла Дван було відкрито 25 жовтня 1996 року, спроєктоване і побудоване за сприяння Вірджинії Дван, концептуалістки. і фінансиста. Орієнтація і геометрія будівлі узгоджені із рухом сонця, місяця та зірок. Будівля округлої форми являє собою три апсиди. Дві з них містить шість великих призм, встановлених у похилих вікнах для захоплення світлових променів від сходу до заходу сонця або місячного сяйва у ночі повного місяця. Третя, північна апсида має вікно «Полярна зоря» для спостережень за Полярною зіркою — лінія, паралельна осі землі, проходить від центру підлоги через центр вікна. Святилище доступне для відвідування як учнями коледжу, так і членами громади Монтесуми та гостями замку. Сюди приходять як у притулок, щоб відпочити від темпу життя, конфліктів і тривог та полюбуватися грою світла північного Нью-Мексико.
Гарячі джерела Монтесуми розташовуються на території кампусу і є доступними як для учнів і працівників коледжу, так і для громадськості. Вони і стали приводом для будівництва готелю «Old Stone», а пізніше — і замку «Монтесума» (на той час — готель «Монтесума»). Вважається, що лікувальні процедури у цій воді полегшують страждання людей з туберкульозом, хронічним ревматизмом, подагрою, жовчовивідними та нирковими каменями. Струмок Галлінас, що протікає поряд, забезпечує чудову риболовлю форелі. Курорт у свій час відвідували Теодор Рузвельт, Резерфорд Гейз, Улісс Грант, Вільям Шерман, Джессі Джеймс, і Його Величність Імператор Японії Хірохі́то.

## Освітні програми
Учні коледжу навчаються за програмою міжнародного бакалаврату, і за два роки повинні опанувати по одному навчальному предмету із шести наступних груп:
- мова та література;
- друга іноземна мова;
- суспільствознавство;
- природничі науки;
- математика;
- мистецтво і культура.

Детально про усі предмети, що входять до кожної з цих груп, можна довідатися із інформації коледжу та із інформації про галузь акредитації коледжу на сайті Міжнародного бакалаврату.
Для можливості здобути «ib-диплом» учень повинен опанувати принаймні по одному предмету із кожної з груп. При цьому, допускається замість предмету з шостої групи додатково обрати будь-який з предметів, що входять до 1-5 груп. Учень може обирати конкретні предмети залежно від того, яку професію планує опановувати і від того, які саме предмети потрібні для прийому у конкретні навчальні заклади, де планується здобувати вищу освіту.

## Визнання отриманих кваліфікаційних рівнів
Дипломи про середню освіту, отримані у системі Міжнародного бакалаврату (англ. The IB diploma), надають можливість здобувати вищу освіту та приймаються і визнаються більше, ніж 2337 університетами у 90 державах світу.
Коледж, його освітні програми міжнародного бакалаврату і система оцінювання рівня знань узгоджені із вимогами до освітніх програм для учнів старших класів США та акредитовані «Асоціацією незалежних шкіл Південного Заходу» (англ. Independent Schools Association of the Southwest). Завдяки цьому випускники коледжу мають змогу продовжувати навчання в університетах і коледжах США.
Фонд Девіса, центральний офіс якого розташовується у Замку «Монтесума», пропонує кращим випускникам стипендії для продовження навчання у таких вищих навчальних закладах, як: Корнелльський університет, Колумбійський університет, Гарвардський коледж, Дартмутський коледж, Джорджтаунський університет, Принстонський університет, Нью-Йоркський університет, Єльський університет та ін., загалом 96 вищих навчальних закладів США. У 2018/2019 навчальних роках стипендії Фонду Девіса на навчання здобули 16 учнів Коледжів об'єднаного світу з України.

## Мовні програми
Основною мовою викладання і спілкування є англійська. Учні коледжу мають один із найбагатший для міжнародних шкіл вибір вивчати «іноземну» та «другу іноземну» із 20 мов на рівнях «A», «B», «AB», «A LIT». Особливістю школи є те, що учні мають змогу вивчати і українську як у обсязі необов'язкового курсу, так і з можливістю складання іспитів за вимогами програми «IB Diploma Programme» на рівні «UKRAINI A LIT».

## Літні програми
Глобальний форум лідерів (Global Leadership Forum (GLF)) — програма літнього активного відпочинку та програма літніх молодіжних курсів, акредитована Міжнародним офісом Коледжу Об'єднаного світу у Лондоні, Англія, що проходить кожне літо у кампусі UWC-USA в Монтесумі, Нью-Мексико протягом 21 дня (з 30 червня по 20 липня), коли учні роз'їжджаються на літні канікули. Програма ґрунтується на основних цінностях руху за об'єднання Світу. Мета форуму полягає у тому, щоб надати молоді з різних країн можливість познайомитися, навчитися спілкуватися і розуміти один одного, та проникнутися ідеями соціальної справедливості як на місцевому, так і на глобальному рівнях на основі практичного навчання.
Молодь віком від 14 до 18 років з усього світу запрошується до участі у форумі, щоб сформувати динамічну та захоплену молодіжну спільноту. Заходи форуму не мають на меті будь-яких академічних очікувань — вклад і діяльність кожного учасника не оцінюється. Організатори форуму намагаються розвивати у кожного учасника міцне почуття спільноти та особистої ідентичності. Під час програми учасники відпочивають, беруть участь у заняттях, семінарах та зустрічах із знаменитостями, основою яких є питання «Як я можу внести зміни у цей світ?» Кожен учасник розвиває і закріплює власні навички та прагнення до особистісного розвитку та міжособистісного зростання, емпатії, самосвідомості, досвіду публічних виступів, стійкості і впевненості у собі. Перед від'їздом учасники діляться своїми планами дій щодо розроблення і впровадження проектів з утвердження принципів соціальної справедливості, які будуть реалізовані в їхніх рідних громадах або країнах. Повернувшись додому, випускники курсів розуміють, як вони можуть трансформувати серця і уми людей, що їх оточують.

## Видатні та відомі випускники і учні
| Фото | Прізвище                                                 | Опис                                                                                          | Країна         |
|      | Кронпринц Грецький і Данський Павло                      | Син останнього короля Греції Костянтина II та Данської принцеси Ганни-Марії                   | Греція · Данія |
|      | Лузе Віс Сійя Анн Ліллі Берте («Lousewies») Ван Дер Лаан | Юрист, нідерландський політик, член нідерландської соціал-ліберальної політичної партії «D66» | Нідерланди     |
|      | Сал Лавалло                                              | Наймолодша людина, яка відвідала кожну країну світу                                           | США            |
|      | Вікторія Рансом                                          | Підприємець                                                                                   | Нова Зеландія  |

## Українці в UWC-USA
Кожного року у коледжі навчаються діти 70—90 національностей (залежно від року навчання), серед яких є і українці, рекомендовані на навчання за результатами конкурсного відбору національним комітетом «UWC Україна». Як правило, кожен з учнів демонструє у коледжі високий рівень знань та практичних навичок. Завдяки успішності та іншим якостям учні з України, як і з багатьох інших країн, за результатами навчання отримують пропозиції від фонду Девіса на отримання стипендій для продовження навчання у вищих навчальних закладах США.

### Випускники коледжу, які здобули ґранти на навчання
| Ім'я             | Ґрант на навчання, спеціальності      | Стажування та робота                                                                                    |
| Ігор Ґнип        | Коледж Колбі                          | Bank of America, Allied Capital, Citigroup, Exillon Energy (Росія), Philip Morris International (Росія) |
| Світлана Орєхова | Коледж Бейтса економіка, германістика | Світовий банк, Атлантична рада США                                                                      |
| Ганна Бобик      | Дартмутський коледж біологія          | Anheuser-Busch InBev, САН ІнБев Україна (Україна), Danaher Corporation, Ecolab                          |
| Ірина Амброз     | Університет Кларка математика         | Citigroup (Велика Британія, Нідерланди), Kroll (Велика Британія)                                        |
| Андрій Безмен    | Коледж Худа спорт                     | Співавтор запатентованого в Україні винаходу, продовжує навчання, захищає честь коледжу з плавання      |